# Riadh Bouazizi
Riadh Ben Khemais Bouazizi (Tunis, 8 april 1973) is een Tunesische voormalig profvoetballer die als laatst speelde voor CA Bizertin.
Bouazizi speelde in Turkije sinds 2000 en was daar actief voor drie clubs. In zijn eerste seizoen bij Bursaspor speelde hij nog niet altijd, maar sindsdien werd hij een vaste basisspeler. Via drie seizoenen bij Gaziantepspor kwam hij in 2005 terecht bij Kayseri Erciyesspor.
Bouazizi maakte deel uit van de Tunesische selectie tijdens de African Cup of Nations 2006. In de eerste wedstrijd die Tunesië speelde tegen Zambia scoorde Bouazizi de tweede Tunesische goal, waarmee hij zijn land op een 2-1-voorsprong zette. De wedstrijd zou uiteindelijk met 4-1 worden gewonnen.

## Statistieken
| seizoen    | club                | land    | competitie | wed. | goals |
| ---------- | ------------------- | ------- | ---------- | ---- | ----- |
| 2000/01    | Bursaspor           | Turkije | Süper Lig  | 17   | 1     |
| 2001/02    | Bursaspor           | Turkije | Süper Lig  | 28   | 1     |
| 2002/03    | Gaziantepspor       | Turkije | Süper Lig  | 31   | 4     |
| 2003/04    | Gaziantepspor       | Turkije | Süper Lig  | 30   | 2     |
| 2004/05    | Gaziantepspor       | Turkije | Süper Lig  | 32   | 2     |
| 2005/06    | Kayseri Erciyesspor | Turkije | Süper Lig  | 17   | 0     |
| Bijgewerkt | 25-01-2006          |         |            |      |       |